# Ilex jinyunensis
Ilex jinyunensis là một loài thực vật có hoa trong họ Aquifoliaceae. Loài này được Z.M. Tan mô tả khoa học đầu tiên năm 1983.